# Соайль

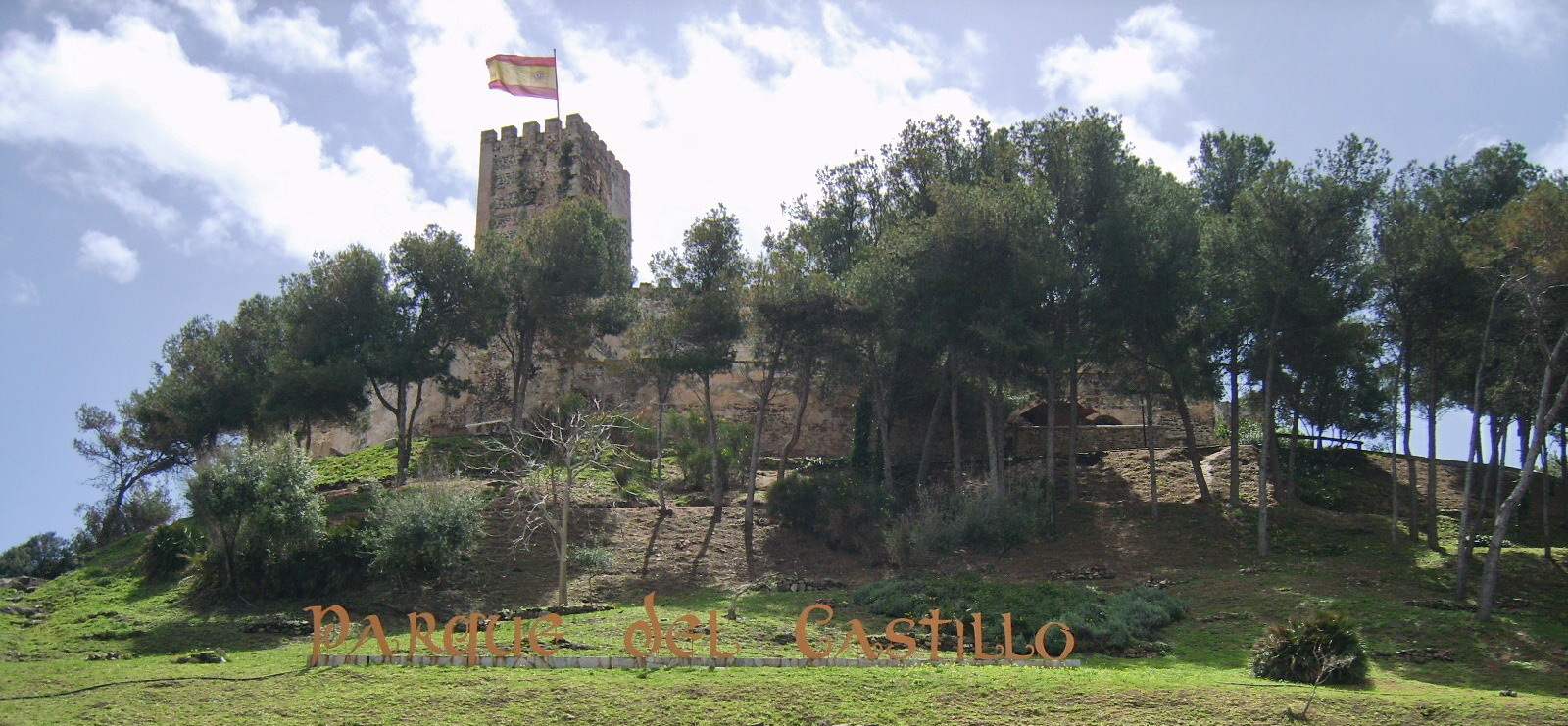
Крепость Соайль

Крепость Соайль (исп. Castillo Sohail) — арабская крепость на окраине андалусского города Фуэнхиролы в провинции Малага. Располагается на холме высотой 38 м над уровнем моря рядом с устьем реки Фуэнхиролы, впадающей в Средиземное море.
В Античности на месте крепости существовало финикийское поселение Суаль, которое позднее сменили древнеримские постройки. Крепость была построена в середине X века кордовским халифом Абд ар-Рахманом III для защиты устья реки Фуэнхиролы, которая в те времена была судоходной на протяжении четырёх километров. 
Крепость была отвоёвана в ходе Реконкисты в 1485 году и впоследствии служила местному населению защитой от берберских набегов. В 1730-е годы крепость была модернизирована благодаря усилиям её владельца графа де Монтемара. 
15 октября 1810 года в ходе Наполеоновских войн крепость оказалась в центре военных действий во время битвы при Фуэнхироле, когда отличился небольшой польский гарнизон численностью в 200 человек. Благодаря помощи другого польского отряда в те же 200 человек полякам удалось наголову разбить британский экспедиционный корпус численностью в четыре тысячи человек, поддерживаемый флотом. Крепость была взята испанским генералом Франсиско Бальестеросом 16 апреля 1812 года. 
После войны крепость Соайль утратила своё значение и пришла постепенно в упадок. В 1988 году крепость была выкуплена муниципалитетом и отреставрирована. В летнее время крепость служит местом проведения концертов и других культурных мероприятий.